# Festival international du film de Toronto 1991
Le Festival international du film de Toronto 1991 est la 16e édition du festival. Il s'est déroulé du 5 au 14 septembre 1991.

## Prix
| Prix,                                              | Films                            | Réalisateur      |
| -------------------------------------------------- | -------------------------------- | ---------------- |
| People's Choice Award                              | The Fisher King : Le Roi pêcheur | Terry Gilliam    |
| Best Canadian Feature Film                         | The Adjuster                     | Atom Egoyan      |
| Best Canadian Feature Film - Special Jury Citation | The Grocer's Wife (en)           | John Pozer (en)  |
| Best Canadian Short Film                           | The Making of Monsters           | John Greyson     |
| International Critics' Award                       | My Own Private Idaho             | Gus Van Sant     |
| International Critics' Award                       | Singapore Sling                  | Nikos Nikolaïdis |

## Programme

### Gala Presentation
- The Fisher King : Le Roi pêcheur de Terry Gilliam
- La Vie sur un fil de Chen Kaige
- Nos années sauvages de Wong Kar-wai
- My Own Private Idaho de Gus Van Sant
- Barton Fink de Joel et Ethan Coen
- Singapore Sling de Nikos Nikolaïdis
- Épouses et Concubines de Zhang Yimou
- Le Petit Homme (Little Man Tale) de Jodie Foster
- Daughters of the Dust de Julie Dash
- My Father Is Coming de Monika Treut
- Delicatessen de Jean-Pierre Jeunet & Marc Caro
- The Indian Runner de Sean Penn
- La Double Vie de Véronique de Krzysztof Kieślowski
- Hear My Song de Peter Chelsom
- Prospero's Books de Peter Greenaway
- The Hours and Times (en) de Christopher Münch (en)
- Robe noire de Bruce Beresford
- Amants de Vicente Aranda
- Toto le héros de Jaco Van Dormael
- Le Chef de gare de Sergio Rubini
- La tarea (es) de Jaime Humberto Hermosillo
- Edward II de Derek Jarman
- A Woman's Tale (en) de Paul Cox
- Cold Heaven de Nicolas Roeg
- Paradise de Mary Agnes Donoghue

### Canadian Perspective
- The Adjuster d'Atom Egoyan
- The Grocer's Wife (en) de John Pozer (en)
- The Making of Monsters de John Greyson
- RSVP (en) de Laurie Lynd (en)

### Midnight Madness
- Les Enfants des ténèbres de Tony Randel
- La Secte de Michele Soavi
- Borrower de John McNaughton
- The Arrival de David Twohy
- Motorama de Barry Shils
- Guilty as Charged de Sam Irvin
- The Raid de Tsui Hark
- Blood and Concrete de Jeffrey Reiner
- Histoire de fantômes chinois 3 de Ching Siu-tung

### Documentaires
- Face Value de Johan van der Keuken